# Гусейн Аріф
Гусейн Аріф (азерб. Hüseyn Arif, справжнє ім'я — Гусейн Джамал огли Гусейнзаде; 1924, Казаський повіт — 14 вересня 1992, Баку) — радянський азербайджанський поет, народний поет Азербайджанської РСР (1989), лауреат Державної премії Азербайджанської РСР (1978). Член Союзу письменників СРСР та Азербайджану.

## Життєпис
Народився 1924 року в сім'ї селянина в селі Єнігюн Казаського повіту Азербайджанської РСР.
Після закінчення школи продовжив навчання в Російському педагогічному училищі імені Сабіра (нині Азербайджанський державний педагогічний коледж), після чого розпочав трудову діяльність вчителем (1940—1942).
1942 року призваний на фронт німецько-радянської війни, де брав участь у боях за визволення України, Польщі, Чехословаччини і Німеччини.
Після демобілізації 1946 року поїхав у Баку, вступив на факультет сходознавства Азербайджанського державного університету, який закінчив 1951 року. У 1951—1952 роках навчався в аспірантурі Інституту світової літератури імені Горького Академії наук СРСР. Протягом 1957—1959 років — завідувач відділом Азербайджанського товариства дружби і культурних зв'язків із зарубіжними країнами, у 1965—1967 роках — старший редактор редакції художньої літератури «Азернешра», в 1967—1968 роках — завідувач редакції художньої літератури друкарні «Гянджлик», у 1982—1992 рр. — голова Спілки ашугів Азербайджану, 1991 року обраний членом Ради аксакалів Азербайджану.

## Творчість
З дитячих років Гусейн Аріф був слухачем меджлісів ряду ашугів, що пізніше вплине на творчість поета. Сам поет вважав своїм учителем Ашуга Мірзу, а в його творах бачив витоки своєї творчості.
Творчу діяльність розпочав у роки німецько-радянської війни як ліричний поет, проте навіть найраніший період творчості Гусейна Аріфа відрізняється своєрідністю і свіжістю. 1946 року в газеті «Адабіят ве інджесенет» вперше опубліковано вірш Аріфа під назвою «Комсомольський квиток». Творчість Гусейна Аріфа близька до народного духу, і настільки пронизана народною сутністю, що не знаючи азербайджанського усної народної творчості, неможливо повністю зрозуміти сенс творів поета. Твори Гусейна Аріфа рясніють переосмисленням народної мудрості, народними легендами. Сам Аріф називав ядром своєї творчості перекази, баяти і пісні ашугів. Поширена у творчості поета і тема любові — багато з них зберігають свіжість і своєрідність, а деякі мають ще й гумористичне і сатиричне начало.
На лібрето «Азад» в Азербайджанському державному театрі опери та балету імені М. Ф. Ахундова поставлено виставу, а на поему «В дорозі» у Театрі юного глядача поставлено п'єсу.
У творах поета сильне і трагічне начало, пов'язане зі смертю сина поета Аріфа, в пам'ять про якого Гусейн Гусейнзаде узяв собі такий псевдонім, але, не зважаючи на це, в багатьох творах поета переважають оптимістичні мотиви.
Займався перекладами творів зарубіжних поетів, серед багатьох виділяються переклади творів Лермонтова і Гурамішвілі.

## Наукова діяльність
Від кінця 1960-х років займався вивченням творчості азербайджанських ашугів. Помітним внеском до азербайджанського літературознавства стало дослідження творчості відомого азербайджанського ашуга Алі. Гусейн Аріф був автором циклу статей під назвою «У пошуках Ашуга Алі». Разом з цим поет збагачував азербайджанську фольклористику повідомленнями про творчість таких ашугів, як Ашуг Сараджли, Ашуг Мірза, Ашуг Агаяр, Ашуг Алескер.

## Нагороди
- Премія «Золотий серп» Спілки письменників Азербайджану та колгоспу імені Азізбекова Шамхорського району — за поему Гірське село (1971)
- Державна премія Азербайджанської РСР — за написані в 1976—1977 роках твори (1978)
- орден Вітчизняної війни II ступеня (11.03.1985)
- орден Дружби народів (22.08.1986)
- народний поет Азербайджанської РСР (1989)